# Угнів (станція)
У́гнів — проміжна залізнична станція (фактично — зупинний пункт) Львівської дирекції залізничних перевезень Львівської залізниці на неелектрифікованій лінії Червоноград — Рава-Руська між станціями Рава-Руська (18 км) та Белз (22 км). Розташована у селі Заставне Червоноградського району Львівської області.

## Історія
Станція Угнів (раніше — Ухнів, ця назва і досі фігурує у Тарифному керівництві № 4) відкрита 1887 року. Станція офіційно є роздільним пунктом, однак фактично є зупинним пунктом. З колійного розвитку залишилася лише одна стрілка у горловині з боку станції Рава-Руська, від якої відгалужується допоміжна колія завдовжки 100—150 метрів, що закінчується тупиком.

## Пасажирське сполучення
На станції зупинялися приміські поїзди (станом на 2016 рік курсувала лише одна пара приміського поїзда Рава-Руська — Сокаль). Нині приміське сполучення припинено на невизначений термін.